# Satoko Miyahara
Satoko Miyahara (宮原 知子 Miyahara Satoko?, nacida el 26 de marzo de 1998) es una patinadora artística japonesa. Es medallista de plata del mundial de 2015, medallista de plata en la final del Gran Prix de patinaje 2015-2016, ganadora del Campeonato de los Cuatro Continentes de Patinaje 2016 y medallista de bronce en 2018, campeona del Trofeo NHK 2015, campeona de Skate America 2017 y cuatro veces campeona nacional en Japón (2014-2015, 2015-2016, 2016-2017, 2017-2018).

## Vida personal
Miyahara Nació el 26 de marzo de 1998 en Kyoto, Japón. Sus dos padres son doctores. Debido al trabajo de sus padres, su familia se mudó a Houston, Texas cuando ella tenía cinco años y regresó a Kyoto a la edad de siete. Miyahara aprendió inglés durante su estancia en los Estados Unidos.
El 13 de febrero de 2016, Miyahara  se graduó de la preparatoria del Instituto Universidad de Kansai. Ha declarado que tiene planes de ingresar a la Universidad de Kansai para estudiar literatura así como continuar sus estudios de Inglés.

## Carrera
Miyahara empezó patinar mientras vivía en los Estados Unidos y a los siete años que regresó a Kyoto tuvo la guía de Mie Hamada. 

### Temporada 2011-2012: debut júnior internacional
Miyahara calificó para la competición internacional junior en la temporada 2011-2012. Ganó una medalla de plata en su debut en el Junior Grand Prix en Gdańsk, Polonia, y terminó quinta en su segunda competencia en Milán, Italia. Miyahara ganó el título juvenil de Japón y el sexto lugar en la categoría sénior. También obtuvo el cuarto lugar en su primer Campeonato Mundial Juvenil. 

### Temporada 2012-2013: Primer podio nacional sénior
En la temporada 2012-2013, Miyahara ganó medallas de oro y de bronce en los campeonatos JGP en los Estados Unidos y Turquía, respectivamente. Posteriormente, Miyahara ganó el Campeonat Juvenil de Japón de 2012 antes de colocarse quinta en la final del JGP en Sochi, Rusia.
Miyahara ganó su primera medalla de bronce en un nacional sénior en el Campeonato Japonés de 2012–2013, acabando por arriba de Akiko Suzuki. Finalizó la temporada colocándose en el séptimo lugar del Campeonato Mundial Juvenil.

### Temporada 2013-2014: Debut internacional sénior
Miyahara comenzó la temporada 2013–2014 ganando el Trofeo Asiático. Debutó en el Grand Prix sénior y obtuvo el quinto lugar general del Trofeo NHK 2013, donde quedó sexta en el programa corto y quinta en el programa libre. En la Copa Rostelecom 2013 terminó sexta en el programa corto, sexta en el programa libre y quinta global.
En el Campeonato Japonés de 2013-2014 Miyahara se colocó cuarta en el programa corto, quinta en el libre y cuarta global por debajo de Akiko Suzuki, Kanako Murakami, y Mao Asada. Fue seleccionada para competir en el Campeonato de los Cuatro Continentes 2014 donde ganó la medalla de plata detrás de su compañera de equipo Kanako Murakami después de colocarse cuarta en el programa corto y segunda en el libre.
Miyahara acabó cuarta en el Campeonato Mundial Junior 2014 a menos de un punto fuera del tercer lugar. Acabó la temporada con una medalla de oro en el Trofeo Gardena de Primavera. 

### Temporada 2014-2015: Medallista mundial de plata
Miyahara asistió a un campamento de formación durante el verano de 2014 para entrenar sus saltos con el campeón olímpico Ilia Kulik. [cita requerida] Abrió la temporada 2014–2015 con un triunfo en el Trofeo de Lombardía. Compitió en las series del Grand Prix obteniendo el bronce en el torneo Skate Canada International 2014 donde se colocó cuarta en el programa corto y tercera en el programa libre. Ganó otra medalla de bronce en el Trofeo NHK 2014 (Cuarto en el programa corto y segundo en el libre). Con estos resultados, Miyahara fue la segunda finalista para la final del Grand Prix 2015. 
En los Campeonatos de Japón 2014-2015, Miyahara se colocó segunda en el programa corto y primera en el libre rumbo a su primer título nacional sénior. En el Campeonato de los Cuatro Continentes 2015, ganó plata por segundo año consecutivo, ganando el primer lugar del programa corto y segundo del libre. 
Miyahara obtuvo el tercer lugar en el programa corto, cuarto en el libre y segundo en el global de los Campeonatos Mundiales 2015 con sus mejores marcas personales en todos los segmentos de competición. También ganó la medalla de plata detrás de Elizaveta Tuktamysheva. En el Trofeo Mundial por Equipos 2015, se colocó quinta individualmente y tercera como parte del equipo de Japón.

### Temporada 2015-2016: Campeona de los Cuatro Continentes
En el verano de 2015, Miyahara viajó al sur de California para trabajar con Ilia Kulik por segundo año consecutivo buscando mejorar la potencia de sus saltos. Abrió su temporada en las series del Challenger, ganando los Clásicos de 2015 en Estados Unidos. De regreso en las series del Grand Prix ganó bronce en el Skate America 2015 antes de ganar el oro en el Trofeo NHK 2015 derrotando a la tres veces campeona mundial Mao Asada. Esto la valió la calificación a su primera final del Grand Prix sénior. Ganó la medalla de plata en el torneo celebrado en Barcelona colocándose cuarta en el programa corto y segunda en el libre con sus mejores marcas personales en el patinaje libre y combinado. 
Después de repetir como campeona nacional japonesa, Miyahara compitió ganando el oro en el Campeonato de los Cuatro Continentes 2016 consiguiendo sus mejores marcas en cada categoría de la competición. En los Campeonatos Mundiales de 2016, Miyahara acabó en quinto lugar, el único evento de la temporada donde acabó fuera del podio.

### Temporada 2017-2018: debut olímpico
Comenzó su temporada en el Trofeo NHK 2017, donde finalizó en quinto lugar, más adelante ganó el oro en su segunda asignación, el Skate America. A pesar de no lograr clasificar directamente a la Final del Grand Prix, entró como suplente tras una lesión de la rusa Yevguéniya Medvédeva. Su desempeño en la final no fue el mejor, dejando saltos muy poco rotados y un bajo resultado general que la dejó en el quinto lugar. En el Campeonato Nacional de Japón de 2017, Miyahara ganó por cuarta ocasión el título nacional. En diciembre de 2017 fue seleccionada para representar a su país en el Campeonato de los Cuatro Continentes de 2018, los Juegos Olímpicos de invierno de 2018 y el Campeonato Mundial de Patinaje del mismo año.
El «Cuatro Continentes» ganó la medalla de bronce y compartió el podio con sus compañeras japonesas Kaori Sakamoto y Mai Mihara. En su debut olímpico participó en el programa corto del evento por equipos, donde junto a Sakamoto lograron el quinto lugar general. En el evento individual Miyahara se ubicó en el cuarto lugar general. En el Campeonato Mundial, la patinadora se ubicó en tercera posición en el programa corto, en el programa libre repitió la posición y ganó la medalla de bronce con una calificación total de 210.08 puntos.

### Temporada 2018-2019
Su primera participación en la temporada fue la prueba U.S. Classic 2018, donde ganó el oro. Con el primer lugar en los programas corto y libre, se llevó el oro en el Skate America 2018. Su segundo evento fue el Trofeo NHK 2018, donde ganó la medalla de plata. Con sus resultados clasificó a la Final del Grand Prix 2018-2019, durante el programa corto tuvo errores y en el libre saltos que no fueron completamente rotados, finalizó en el sexto lugar. En el Campeonato Nacional de Japón 2018-2019 ganó la medalla de bronce tras quedar primera y cuarta en el programa corto y libre, respectivamente. Es parte del equipo nacional japonés para competir en el Campeonato del Mundo de 2019.

## Programas
| Temporada | Programa corto | Programa libre | Exhibición |
| --------- | --- | --- | --- |

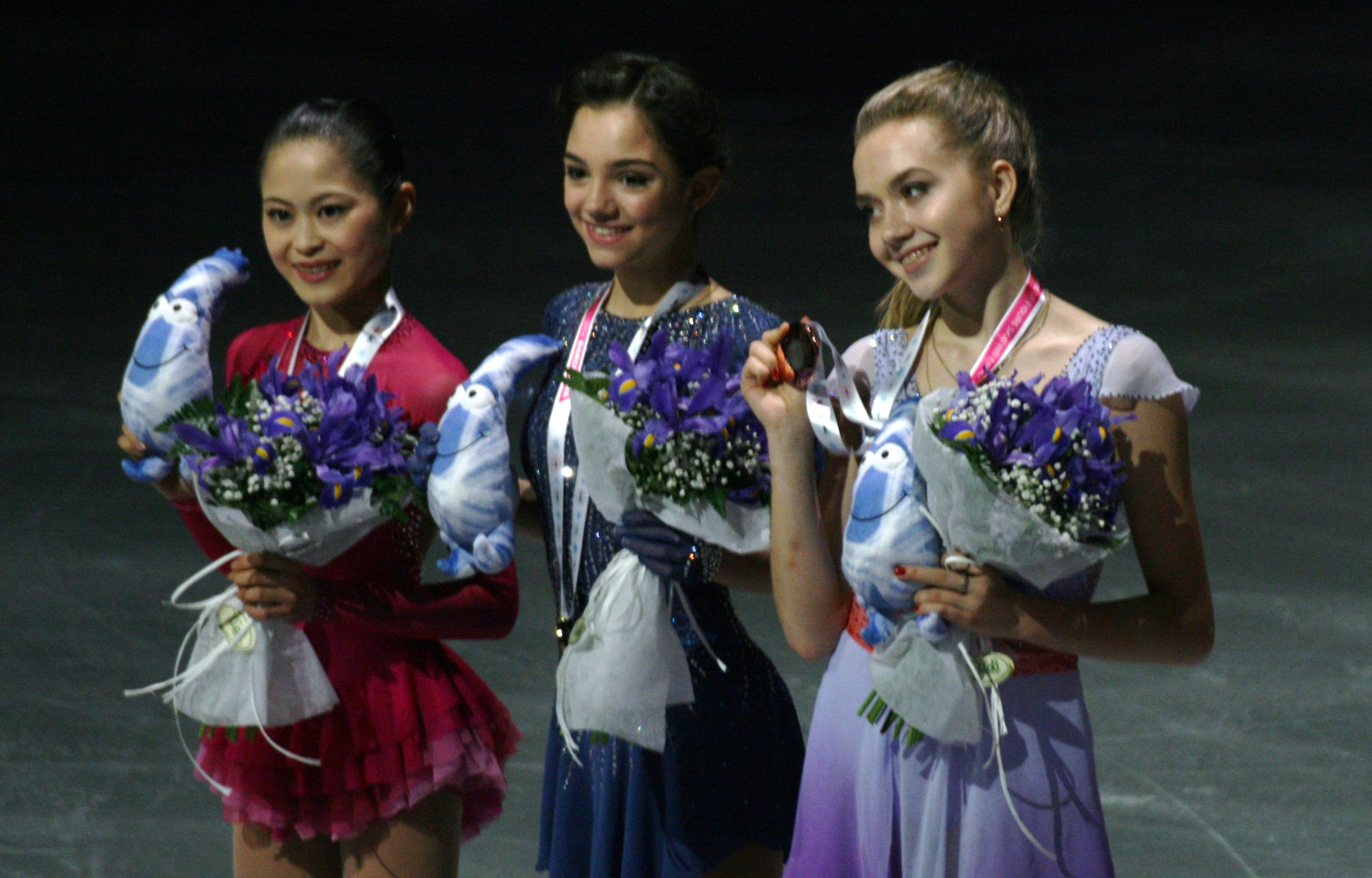
Miyahara en el podio de la final del Grand Prix 2015-2016.

| 2019-20   | - Egyptian Disco (Buddha Bar Edit) por David Visan - Dark Quran Album Intro de JoyRoad Bell - Yalla (Original Mix) por Zwirrek - Tabla and Percussion Solo por Hagag Meta'Al Coreografía por Benoit Richard. | - Theme from Schindler's List (de La Lista de Schindler) por John Williams - Preludio en do sostenido menor por Serguéi Rajmáninov - Hatikva (Interlude) por Samuel Cohen Coreografía por Lori Nichol.                                                                                                | - Gnossienne N°1 por Erik Satie - Metamorphosis 2 por Phillip Glass |
| 2018-19   | - Song For The Little Sparrow de Abel Korzeniowski por Patricia Kass Coreografía por Lori Nichol. | - Selección de temas de Astor Piazzolla Coreografía por Tom Dickson. | - Bella Donna Twist (Kurios, Cirque du Soleil) Coreografía por Stéphane Lambiel. |
| 2017-18   | - Sayuri's Theme (de Memorias de una geisha) por John Williams. Coreografía por Lori Nichol. | - Madama Butterfly de Giacomo Puccini. Coreografía por Tom Dickson. | - Madama Butterfly de Giacomo Puccini. Coreografía por Tom Dickson. |
| 2017-18   | - Sayuri's Theme (de Memorias de una geisha) por John Williams. Coreografía por Lori Nichol. | - Madama Butterfly de Giacomo Puccini. Coreografía por Tom Dickson. | - Concierto de Aranjuez por Joaquín Rodrigo |
| 2016–17   | - Musetta's Waltz (de La Bohème) de Giacomo Puccini. Coreografía por Lori Nichol. | - Venus (de Los Planetas) por Gustav Holst. Coreografía por Tom Dickson. - Marte (de Los Planetas) por Gustav Holst. Coreografía por Tom Dickson. - Princess Leia's Theme (de La guerra de las galaxias) por John Williams - Júpiter (de Los Planetas) por Gustav Holst. Coreografía por Tom Dickson. | - Un intento más de George Michael por Brenna Whitaker Coreografía por Jeffrey Buttle. - Hernando's Hideaway por Jerry Ross, Richard Adler por Ella Fitzgerald. Coreografía por Stéphane Lambiel . |
| 2015–16   | - Firedance (from Riverdance) por Bill Whelan. Coreografía por Tom Dickson. | - Un Sospiro por Franz Liszt Coreografía por Lori Nichol. | - Tsubasa wo Kudasai por Hayley Westenra. Coreografía por Stéphane Lambiel. - Pennies from Heaven por Rose Murphy. Coreografía por Jeffrey Buttle.                                                 |
| 2014–15   | - La Flauta Mágica por Wolfgang Amadeus Mozart. Coreografía por Lori Nichol. | - Miss Saigón por Claude-Michel Schönberg. Coreografía por Tom Dickson. | - The Man I Love por Kate Bush, Larry Adler - Sing, Sing, Sing (With a Swing) de Benny Goodman por Electro Swing Invasion - Déjala marchar por Jasmine Thompson. Coreografía por Stéphane Lambiel. |
| 2013–14   | - Feliz Navidad, Mr. Lawrence por Ryūichi Sakamoto | - Poeta por Vicente Amigo | - Solace por Vanessa-Mae |
| 2012–13   | - El Cisne por Camille Saint-Saëns - Voces de Primavera por Johann Strauss II | - Romeo y Julieta de Nino Rota - Adagio en sol menor por Remo Giazotto | - Papa Loves Mambo por Perry Como - Voces de Primavera por Johann Strauss II |
| 2011–12   | - Por una Cabeza (de Scent of a Woman) por Thomas Newman | - Mi madre, la oca por Maurice Ravel | - Sympathique por Pink Martini |

## Puntos destacados competitivos
GP: Grand Prix; CS: Challenger Series; JGP: Junior Grand Prix

### 2011–12 al presente
| Internacional | Internacional | Internacional | Internacional | Internacional | Internacional | Internacional |
| Acontecimiento | 11–12         | 12–13         | 13–14         | 14–15         | 15–16         | 16–17         |
| --- | ------------- | ------------- | ------------- | ------------- | ------------- | ------------- |
| Campeonato Mundial | 2.º           | 5.º           |               |               |               |               |
| Campeonato de los Cuatro Continentes                                                                                                  | 2.º           | 2.º           | 1.º           |               |               |               |
| Final de GP | 2.º           |               |               |               |               |               |
| GP Trofeo NHK | 5.º           | 3.º           | 1.º           | 2.º           |               |               |
| GP Rostel. Taza | 5.º           |               |               |               |               |               |
| GP Skate América | 3.º           |               |               |               |               |               |
| GP Skate Canadá | 3.º           | 3.º           |               |               |               |               |
| CS Lombardia | 1.º           |               |               |               |               |               |
| CS EE. UU. Classics | 1.º           | 1.º           |               |               |               |               |
| Trofeo asiático | 1.º           |               |               |               |               |               |
| Trofeo Gardena | 1.º           |               |               |               |               |               |
| Internacional: Junior y niveles más bajos                                                                                             |               |               |               |               |               |               |
| Mundiales Junior | 4.º           | 7.º           | 4.º           |               |               |               |
| JGP Final | 5.º           |               |               |               |               |               |
| JGP Italia | 5.º           |               |               |               |               |               |
| JGP Polonia | 2.º           |               |               |               |               |               |
| JGP Turquía | 3.º           |               |               |               |               |               |
| JGP EE. UU. | 1.º           |               |               |               |               |               |
| Trofeo asiático | 1.º           |               |               |               |               |               |
| Nacional |               |               |               |               |               |               |
| Acontecimiento | 11–12         | 12–13         | 13–14         | 14–15         | 15–16         | 16–17         |
| Japón Champ. | 6.º           | 3.º           | 4.º           | 1.º           | 1.º           |               |
| Torneo Joven de Japón | 1.º           | 1.º           |               |               |               |               |
| Eventos en equipo |               |               |               |               |               |               |
| Mundial TeamTrophy | 3.º T 5.º P   |               |               |               |               |               |
| Equipo Challenge Cup | 3.º T 2.º P   |               |               |               |               |               |
| Abierto de Japón | 3.º T 2.º P   | 1.º T 2.º P   | 1.º T 2.º P   |               |               |               |
| J = Nivel júnior; TBD = Asignó T = resultado de equipo; P = resultado personal. Las medallas otorgaron para resultado de equipo sólo. |               |               |               |               |               |               |

### 2007–2008 a 2010–2011
| Internacional                 | Internacional | Internacional | Internacional |
| Acontecimiento                | 2007–08       | 2009–10       | 2010–11       |
| ----------------------------- | ------------- | ------------- | ------------- |
| Trofeo asiático               | 1.º N         |               |               |
| Trofeo Triglav                | 2.º N         | 2.º N         |               |
| Challenge Cup                 | 2.º D         |               |               |
| Nacional                      |               |               |               |
| Campeonato Joven de Japón     | 4.º           | 4.º           |               |
| Campeonato de Japón           | 4.º           |               |               |
| Niveles: D = Debs; N = Novato |               |               |               |

## Detalle de resultados

### Carrera sénior

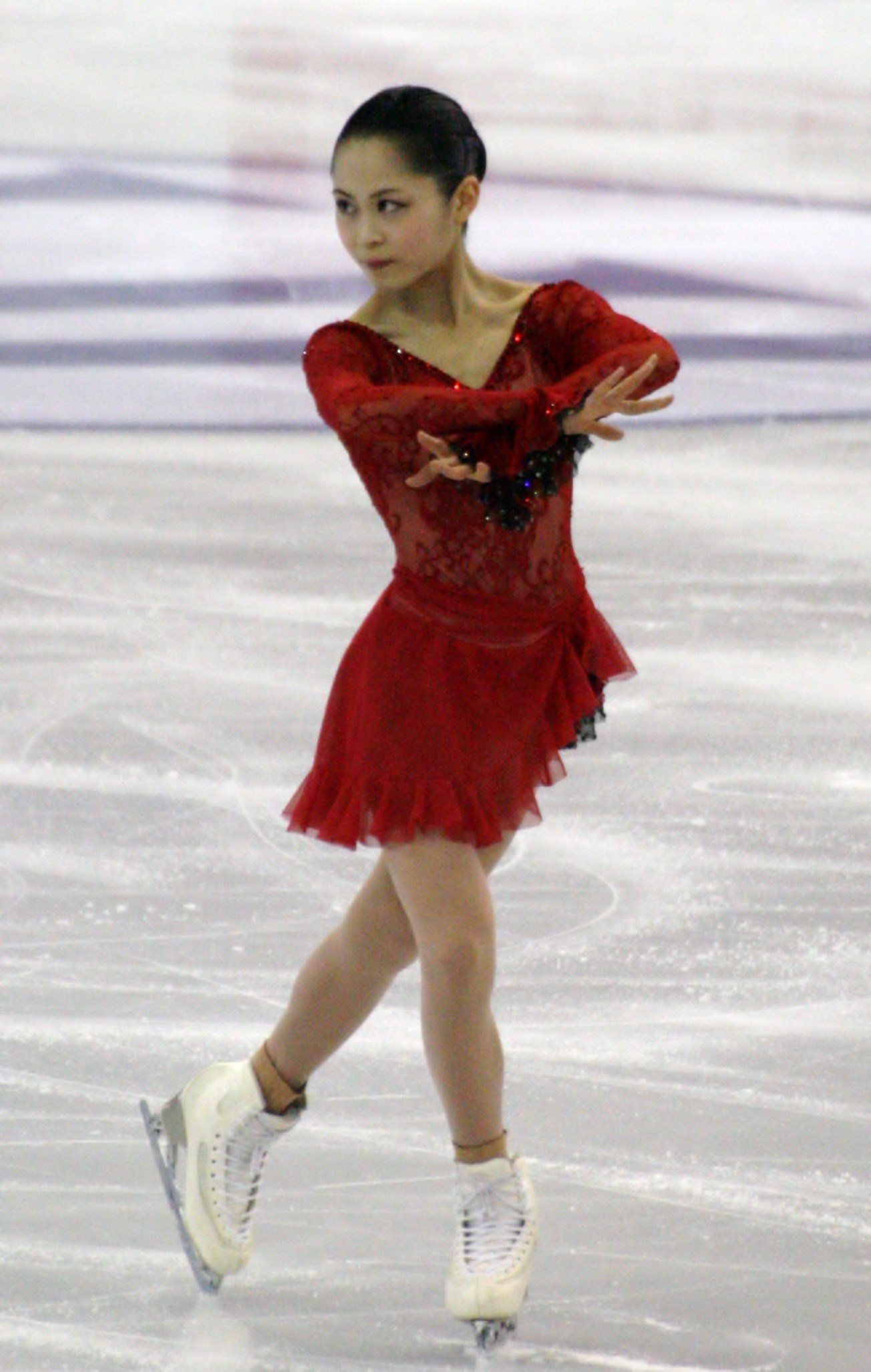
Miyahara en la Final del Grand Prix de 2015-2016.

| Temporada 2019-2020         | Temporada 2019-2020                    | Temporada 2019-2020 | Temporada 2019-2020 | Temporada 2019-2020 |
| Fecha                       | Evento                                 | Programa corto      | Programa libre      | Total               |
| --------------------------- | -------------------------------------- | ------------------- | ------------------- | ------------------- |
| diciembre de 2019           | Campeonato Nacional de Japón 2019-2020 |                     |                     |                     |
| 15–17 de noviembre de 2019  | Copa Rostelecom 2019                   |                     |                     |                     |
| 8–10 de noviembre de 2019   | Copa de China 2019                     | 2 68.91             | 3 142.27            | 2 211.18            |
| 5 de octubre de 2019        | Abierto de Japón 2019                  | –                   | 4 134.94            | 2T                  |
| 17–22 de septiembre de 2019 | 2019 CS U.S. Classic de 2019           | 1 74.16             | 2 130.14            | 1 204.30            |

| Temporada 2018–2019         | Temporada 2018–2019                                          | Temporada 2018–2019 | Temporada 2018–2019 | Temporada 2018–2019 |
| Fecha                       | Evento                                                       | Programa corto      | Programa libre      | Total               |
| --------------------------- | ------------------------------------------------------------ | ------------------- | ------------------- | ------------------- |
| 4–10 de marzo de 2019       | Campeonato Mundial de Patinaje Artístico sobre Hielo de 2019 | 8 70.60             | 6 145.35            | 6 215.95            |
| 20–24 de diciembre de 2018  | Campeonato de Japón 2018-2019                                | 1 76.76             | 4 146.58            | 3 223.34            |
| 6–9 de diciembre de 2018    | Final del Grand Prix 2018-2019                               | 6 67.52             | 6 133.79            | 6 201.31            |
| 9–11 de noviembre de 2018   | Trofeo NHK 2018                                              | 2 76.08             | 2 143.39            | 2 219.47            |
| 19–21 de octubre de 2018    | Skate America 2018                                           | 1 73.86             | 1 145.85            | 1 219.71            |
| 12-16 de septiembre de 2018 | CS US Classics de 2018                                       | 1 67.53             | 1 133.70            | 1 201.23            |

| Temporada 2016–2017                  | Temporada 2016–2017                          | Temporada 2016–2017 | Temporada 2016–2017 | Temporada 2016–2017 |
| Fecha                                | Evento                                       | SP                  | FS                  | Total               |
| ------------------------------------ | -------------------------------------------- | ------------------- | ------------------- | ------------------- |
| Noviembre 25–27, 2016                | 2016 Grand Prix Trofeo NHK 2016              | 3 64.20             | 2 133.80            | 2 198.00            |
| Octubre 28–30, 2016                  | Skate Canada International 2016              | 5 65.24             | 3 126.84            | 3 192.08            |
| 1 de octubre de 2016                 | Abierto de Japón de 2016                     | -                   | 2 143.39            | 1T/2P               |
| Septiembre 14–18, 2016               | 2016 CS EE. UU. Clásicos                     | 1 70.09             | 1 136.66            | 1 206.75            |
| Temporada 2015–2016                  |                                              |                     |                     |                     |
| Fecha                                | Evento                                       | SP                  | FS                  | Total               |
| 22-24 de abril de 2016               | 2016 Copa de Equipos                         | 3P/1T 73.28         | 2 145.02            | 2P/3T               |
| 28 de marzo–3 de abril de 2016       | Campeonato del Mundo 2016                    | 6 70.72             | 3 139.89            | 5 210.61            |
| Febrero 16–21, 2016                  | Campeonato de los Cuatro Continentes 2016    | 1 72.48             | 1 142.43            | 1 214.91            |
| Diciembre 24–27, 2015                | 2015@–16 Campeonato de Japón                 | 1 73.24             | 1 139.59            | 1 212.83            |
| Diciembre 10–13, 2015                | Final de Grand Prix de 2015-2016             | 4 68.76             | 2 140.09            | 2 208.85            |
| Noviembre 27–29, 2015                | Trofeo NHK 2015                              | 1 69.53             | 1 133.58            | 1 203.11            |
| Octubre 23–25, 2015                  | Skate America de 2015                        | 3 65.12             | 3 122.95            | 3 188.07            |
| 3 de octubre de 2015                 | Abierto de Japón de 2015                     | -                   | 2 134.67            | 1T/2P               |
| Septiembre 16–20, 2015               | 2015 CS EE. UU. Clásicos                     | 1 63.48             | 1 120.16            | 1 183.64            |
| Temporada 2014@–15                   |                                              |                     |                     |                     |
| Fecha                                | Evento                                       | SP                  | FS                  | Total               |
| April 16–19, 2015                    | Trofeo de Equipo Mundial 2015                | 6 60.52             | 3 129.12            | 3T/5P 189.64        |
| Marzo 23–29, 2015                    | Campeonato del Mundo 2015                    | 3 67.02             | 4 126.58            | 2 193.60            |
| Febrero 15–19, 2015                  | Campeonato de los Cuatro Continentes de 2015 | 1 64.84             | 2 116.75            | 2 181.59            |
| Diciembre 26–28, 2014                | 2014–2015 Campeonato de Japón                | 2 64.48             | 1 131.12            | 1 195.60            |
| Noviembre 28–30, 2014                | Trofeo NHK 2014                              | 4 60.69             | 2 118.33            | 3 179.02            |
| 31 de octubre-2 de noviembre de 2014 | Skate Canada International 2014              | 4 60.22             | 3 121.53            | 3 181.75            |
| 4 de octubre de 2014                 | Abierto de Japón de 2014                     | -                   | 2 131.94            | 3T/2P               |
| Septiembre 18–21, 2014               | 2014 CS Trofeo Lombardia                     | 1 58.12             | 1 125.78            | 1 183.90            |
| Temporada 2013@–14                   |                                              |                     |                     |                     |
| Fecha                                | Evento                                       | SP                  | FS                  | Total               |
| Marzo 29–30, 2014                    | 2014 Gardena Trofeo de Primavera             | 1 62.18             | 2 105.04            | 1 167.22            |
| Marzo 10–16, 2014                    | Campeonato Juvenil Mundial de 2014           | 4 63.57             | 4 114.12            | 4 177.69            |
| Enero 20–26, 2014                    | Campeonato de los Cuatro Continentes de 2014 | 4 60.27             | 2 126.26            | 2 186.53            |
| Diciembre 20–23, 2013                | Campeonato de Japón de 2013                  | 4 66.52             | 5 125.06            | 4 191.58            |
| Noviembre 22–24, 2013                | Copa Rostelecom 2013                         | 6 56.57             | 6 109.19            | 5 165.76            |
| Noviembre 8–10, 2013                 | Trofeo NHK 2013                              | 6 58.39             | 5 111.82            | 5 170.21            |
| Agosto 8–11, 2013                    | 2013 Trofeo asiático                         | 1 54.43             | 1 115.42            | 1 169.85            |

### Carrera júnior

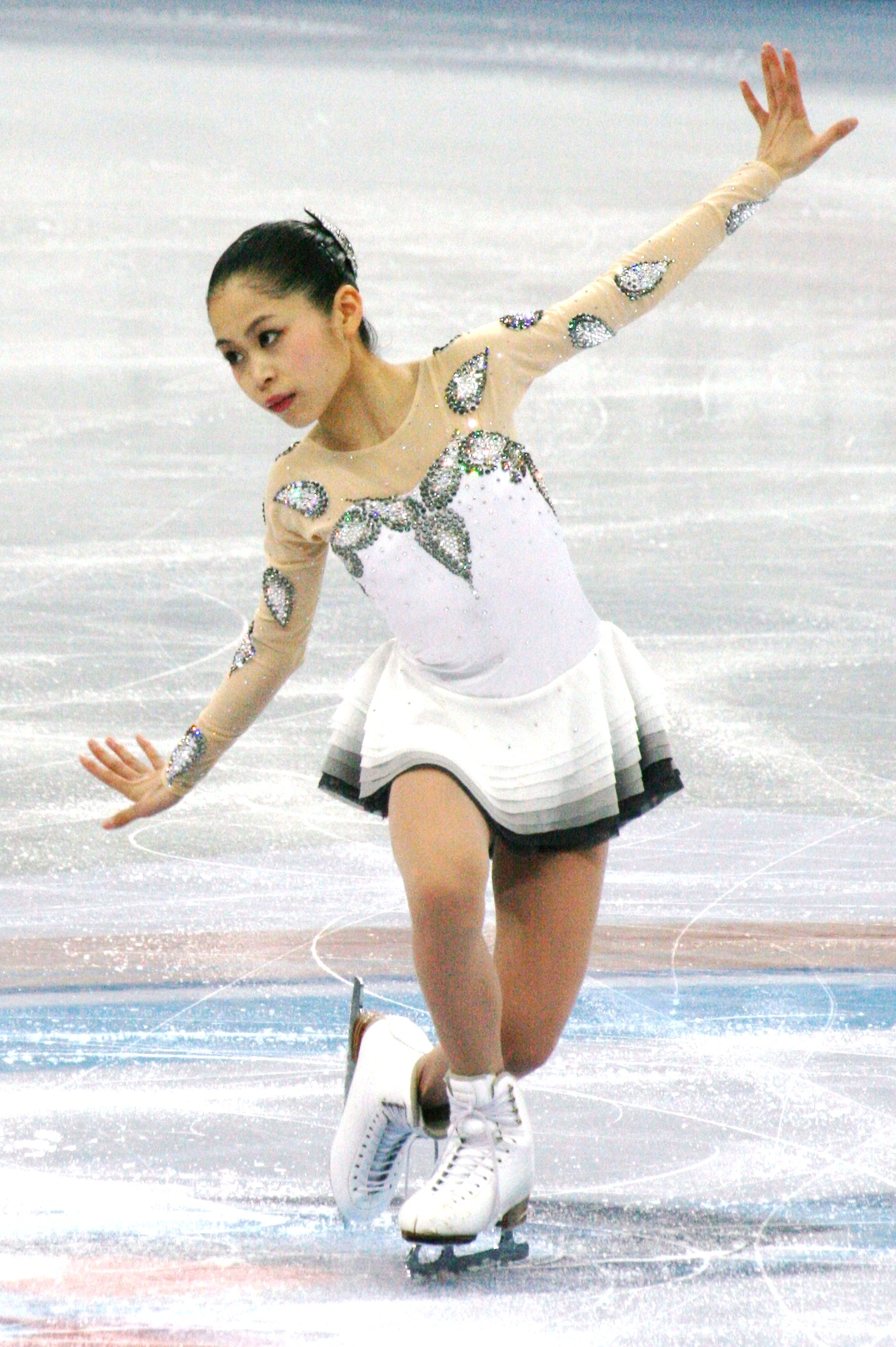
Miyahara En el 2012-13 Joven Grand Prix Final

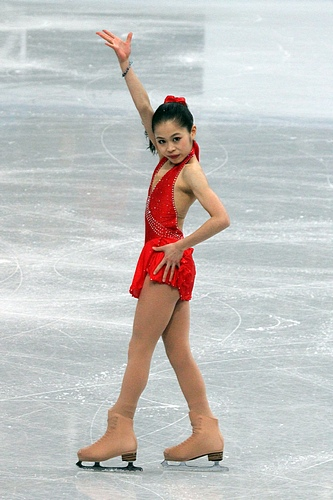
Miyahara En el 2012 Joven Mundial Campeonatos

| Temporada 2012–13                    | Temporada 2012–13                   | Temporada 2012–13 | Temporada 2012–13 | Temporada 2012–13 | Temporada 2012–13 | Temporada 2012–13 |
| Fecha                                | Acontecimiento                      | Nivel             | SP                | FS                | Total             |                   |
| ------------------------------------ | ----------------------------------- | ----------------- | ----------------- | ----------------- | ----------------- | ----------------- |
| 25 de febrero-3 de marzo de 2013     | 2013 Joven Mundial Campeonatos      | Junior            | 6 52.16           | 8 95.26           | 7 147.42          |                   |
| Diciembre 20@–24, 2012               | 2012@–13 Campeonatos de Japón       | Sénior            | 3 60.19           | 3 120.36          | 3 180.55          |                   |
| Diciembre 6@–9, 2012                 | 2012@–13 JGP Final                  | Junior            | 5 49.60           | 5 108.14          | 5 157.74          |                   |
| Noviembre 17@–18, 2012               | 2012@–13 Joven de Japón Campeonatos | Junior            | 1 61.31           | 1 111.37          | 1 172.68          |                   |
| Septiembre 22@–24, 2012              | 2012 JGP Turquía                    | Junior            | 6 46.62           | 2 96.74           | 3 143.36          |                   |
| 30 de agosto–1 de septiembre de 2012 | 2012 JGP Estados Unidos             | Junior            | 1 54.76           | 1 106.89          | 1 161.65          |                   |
| Agosto 8@–12, 2012                   | 2012 Trofeo asiático                | Junior            | 2 49.29           | 1 98.92           | 1 148.21          |                   |
| Temporada 2011–12                    |                                     |                   |                   |                   |                   |                   |
| Fecha                                | Acontecimiento                      | Nivel             | SP                | FS                | Total             |                   |
| 27 de febrero–4 de marzo de 2012     | 2012 Campeonato Joven Mundial       | Junior            | 4 52.97           | 6 104.81          | 4 157.78          |                   |
| Diciembre 22@–25, 2011               | 2011@–12 Campeonatos de Japón       | Sénior            | 15 47.06          | 3 116.79          | 6 163.85          |                   |
| Noviembre 25@–27, 2011               | 2011@–12 Campeonato Joven de Japón  | Junior            | 1 56.76           | 1 115.41          | 1 172.17          |                   |
| Octubre 25@–27, 2011                 | 2011 JGP Italia                     | Junior            | 7 44.91           | 3 98.33           | 5 143.24          |                   |
| Septiembre 15@–17, 2011              | 2011 JGP Polonia                    | Junior            | 2 56.46           | 2 105.74          | 2 162.20          |                   |
| Temporada 2010–11                    |                                     |                   |                   |                   |                   |                   |
| Fecha                                | Acontecimiento                      | Nivel             | SP                | FS                | Total             |                   |
| April 4@–10, 2011                    | 2011 Trofeo Triglav                 | Novato            | 2 35.32           | 1 73.07           | 2 108.39          |                   |
| Noviembre 26@–28, 2010               | 2010@–11 Campeonato Joven de Japón  | Junior            | 10 43.74          | 4 96.49           | 4 140.23          |                   |
| Agosto 27@–29, 2010                  | 2010 Trofeo asiático                | Novato            | 1 43.69           | 1 92.19           | 1 135.88          |                   |
| Temporada 2009–10                    |                                     |                   |                   |                   |                   |                   |
| Fecha                                | Acontecimiento                      | Nivel             | SP                | FS                | Total             |                   |
| 31 de marzo–4 de abril de 2010       | 2010 Trofeo Triglav                 | Novato            | 4 38.30           | 2 90.85           | 2 129.15          |                   |
| Noviembre 21@–23, 2009               | 2009@–10 Campeonato Joven de Japón  | Junior            | 4 48.32           | 6 82.67           | 4 130.99          |                   |